# Colomastix brazieri
Colomastix brazieri är en kräftdjursart som beskrevs av William Aitcheson Haswell 1879. Colomastix brazieri ingår i släktet Colomastix och familjen Colomastigidae. Inga underarter finns listade i Catalogue of Life.